# 観世紅雪
観世 紅雪（かんぜ こうせつ、1843年11月26日（天保14年10月5日） - 1911年（明治44年）3月31日）は、シテ方観世流能楽師。
観世銕之丞家の五代目で、名は清永（きよひさ）。四代銕之丞清済の長男、1855年、父が没して翌年家督を継ぎ、1859年元服して銕之丞を襲名。
明治維新で観世宗家は静岡に移った徳川家についていったが、弟源次郎が梅若実の養子だったため当時六郎といった梅若と行動をともにし、明治5年（1872年）、梅若舞台で観世流として数十年ぶりに「道成寺」を披いた。妻は梅若実の姪で、弟が梅若六郎と改名した後、梅若家を離れて観世喜之家の祖となった後も梅若家と行を共にした。明治21年（1888年）、宗家の観世清孝が没した際には、年若の後継者観世清廉の後見役となった。
明治39年（1906年）、演能中に倒れ、明治43年（1910年）、長男織雄（後の観世華雪）に銕之丞の名を譲って紅雪と号した。これが銕之丞家で存命中に雪号を名乗った始まりである。